# Cubeo
|  | Per a altres significats, vegeu «cubeos». |

El cubeo (també cuveo) és la llengua que parlen els cubeos al departament de Vaupés, els rius Cuduyari i Querarí i els seus afluents. Colòmbia, i a Brasil i Veneçuela. Forma part de la branca oriental de les llengües tucanes. El cubeo ha manllevat diverses paraules de les llengües nadahup, i la seva gramàtica ha estat aparentment influenciada per llengües arawak. S'ha descrit diverses vegades com un a llengua amb ordre de paraules subjecte-objecte-verb o objecte-verb-subjecte, aquest últim força rar. De vegades es diu Pamiwa, l'autònim de l'ètnia, però no s'ha de confondre amb el pamigua, de vegades anomenat pamiwa.

## Sistema d'escriptura
| a | ã | b | c | ch | d | ꟈ | e | ẽ  | i |
| ĩ | j | m | n | ñ  | o | õ | p | qu | r |
| t | u | ũ | ʉ | ʉ̃  | v | y |   |    |   |

## Fonologia

### Vocals
Hi ha sis vocals orals i sis vocals nasals. /ɨ/ és pronunciada com a roses.
|         | Anterior | Anterior | Central | Central | Posterior | Posterior |
| ------- | -------- | -------- | ------- | ------- | --------- | --------- |
| Tancada | i        | ĩ        | ɨ       | ɨ̃       | u         | ũ         |
| Oberta  | ɛ        | ɛ̃        | a       | ã       | o         | õ         |

### Consonants
|            |            | Labial | Alveolar | Palatal | Velar |
| ---------- | ---------- | ------ | -------- | ------- | ----- |
| Oclusiva   | sonora     | b      | d        |         |       |
| Oclusiva   | sorda      | p      | t        | tʃ      | k     |
| Continuant | Continuant | w      | r        | j       | x     |

Inusualment, el cubeo té una fricativa velar /x/ però no té cap fricativa estrident /s/. Quan els cubeos més ancians fan servir préstecs espanyols amb /s/, ho pronuncien com a /tʃ/ abans que les vocals. El /s/ s'esborra en la posició final de la paraula en préstecs com a [xeˈtʃu] < Sp. Jesús [xeˈsus] 'Jesus' (c.f. castellà colombià [heˈsu]).

### Accent
La síl·laba tònica és la primera síl·laba amb to alt en la paraula fonològica (generalment la segona síl·laba de la paraula). L'accent (i, per extensió, la posició de la primera síl·laba de to alt) és contrastiu.

### Nasalitat
La majoria dels morfemes pertanyen a una de les tres categories següents:
1. Nasal (moltes arrels, així com sufixos com -xã 'associatiu')
2. Oral (moltes arrels, així com sufixos com -p  'semblança', -du 'frustrant')
3. Sense marcar (només sufixos, p. Ex. - RE 'a/objecte directe')

No hi ha cap arrel sense marcar respecte a aquesta divisió nasal/oral, però algunes arrels són parcialment orals i nasals, /bãˈkaxa-/ [mãˈkaxa-] 'defecar'.
Els sufixos que comencen per consonants sense al·lòfons nasals poden ser només nasals o orals, no pas marcades, sinó que els sufixos que comencen per consonants que tenen al·lòfons nasals (/b, d, j, w, x, r/) pertanyen a qualsevol de les tres classes anteriors. És impossible predir la classe a la qual pot pertànyer un sufix inicial de consonant nasalitzable.
Hi ha alguns sufixos que són parcialment orals i parcialment nasals, com -kebã "suposem". No hi ha cap cas en el cubeo modern en què -kebã estigui dividit en sufixos orals i nasals separats.

#### Assimilació nasal
La nasalitat s'estén cap a la dreta des de la vocal nasal, nasalitzant totes les vocals orals dins d’una paraula si no són nasals i es poden nasalitzar totes les consonants que intervenen (/b, d, j, w, x, r/)
bu-bI-ko
/buˈe-bi-ko/
[buˈebiko]
"Ha estudiat recentment".
A diferència de l'exemple anterior, en el següent, la nasalitat s'estén de la vocal inicial a la següent, però queda bloquejada de la tercera síl·laba per una /k/ no nasalitzable:
'She recently studied.'
dĩ-bI-ko
/dĩ-bĩ-ko/
[nĩmĩko]
"Fa poc hi va anar".
La difusió nasal està bloquejada per sufixos o vocals orals subjacents que són subjacents en un morfema nasal/oral.